# Hustadt

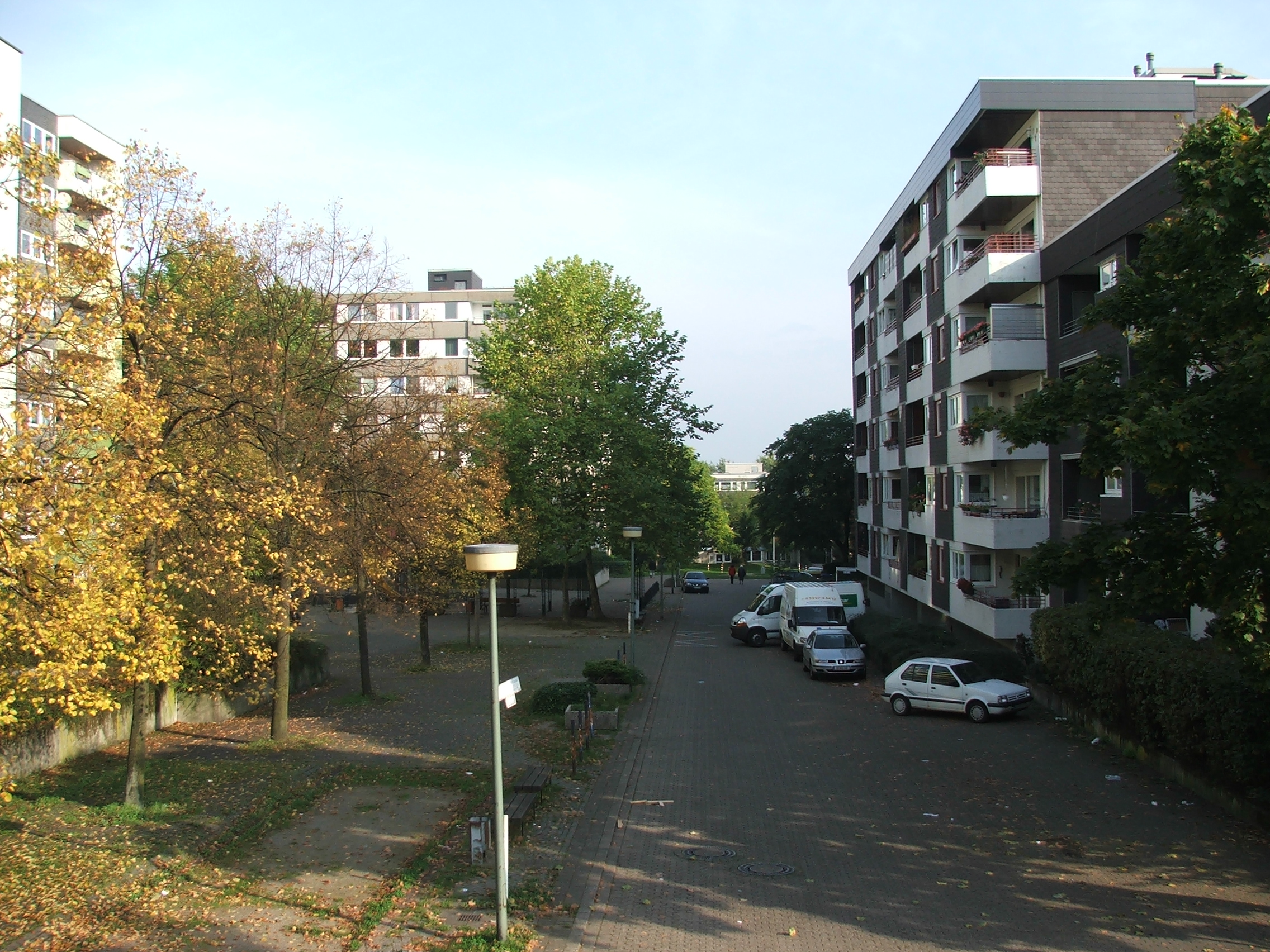
Auf dem Backenberg

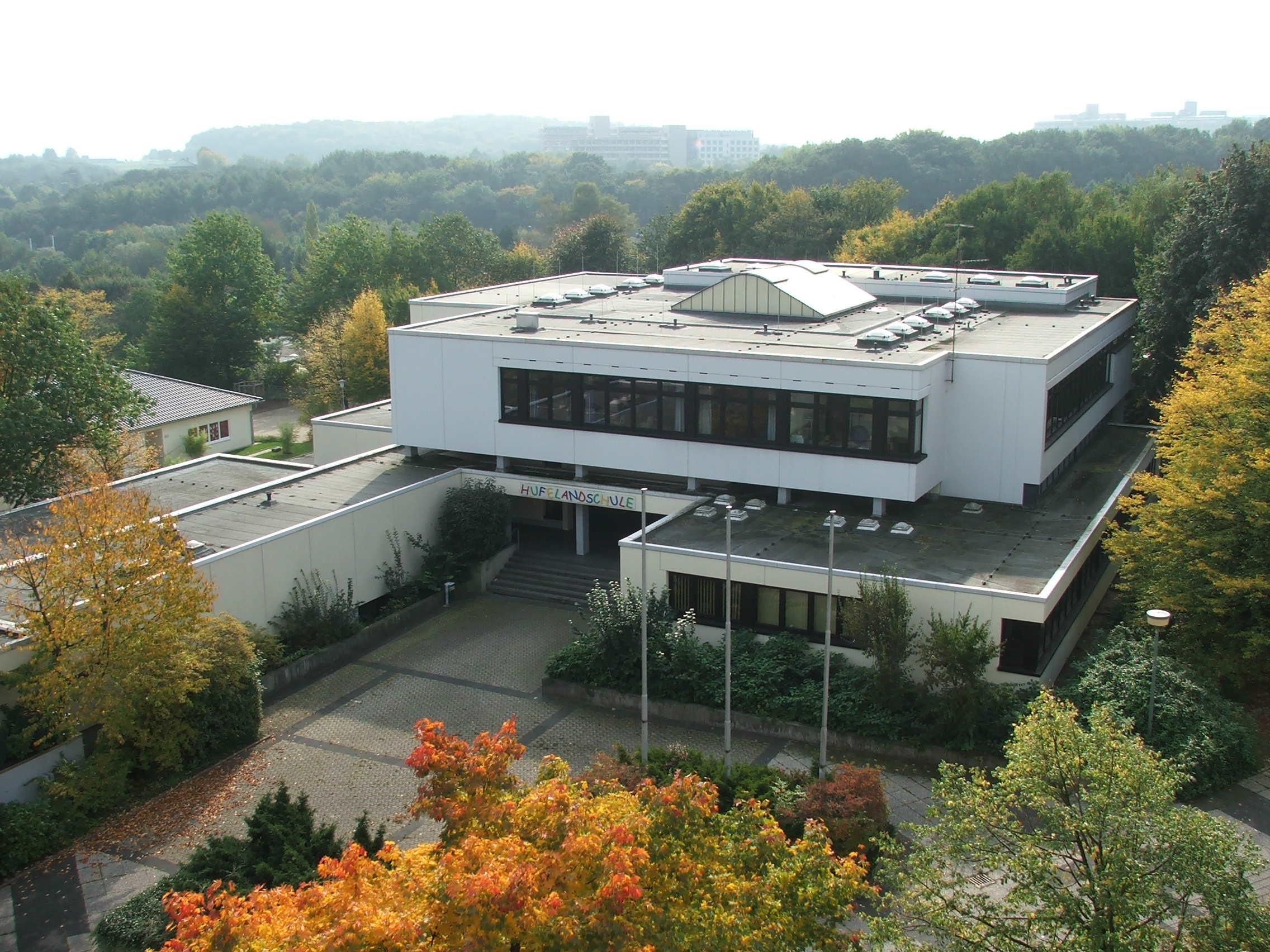
Hufeland-Grundschule

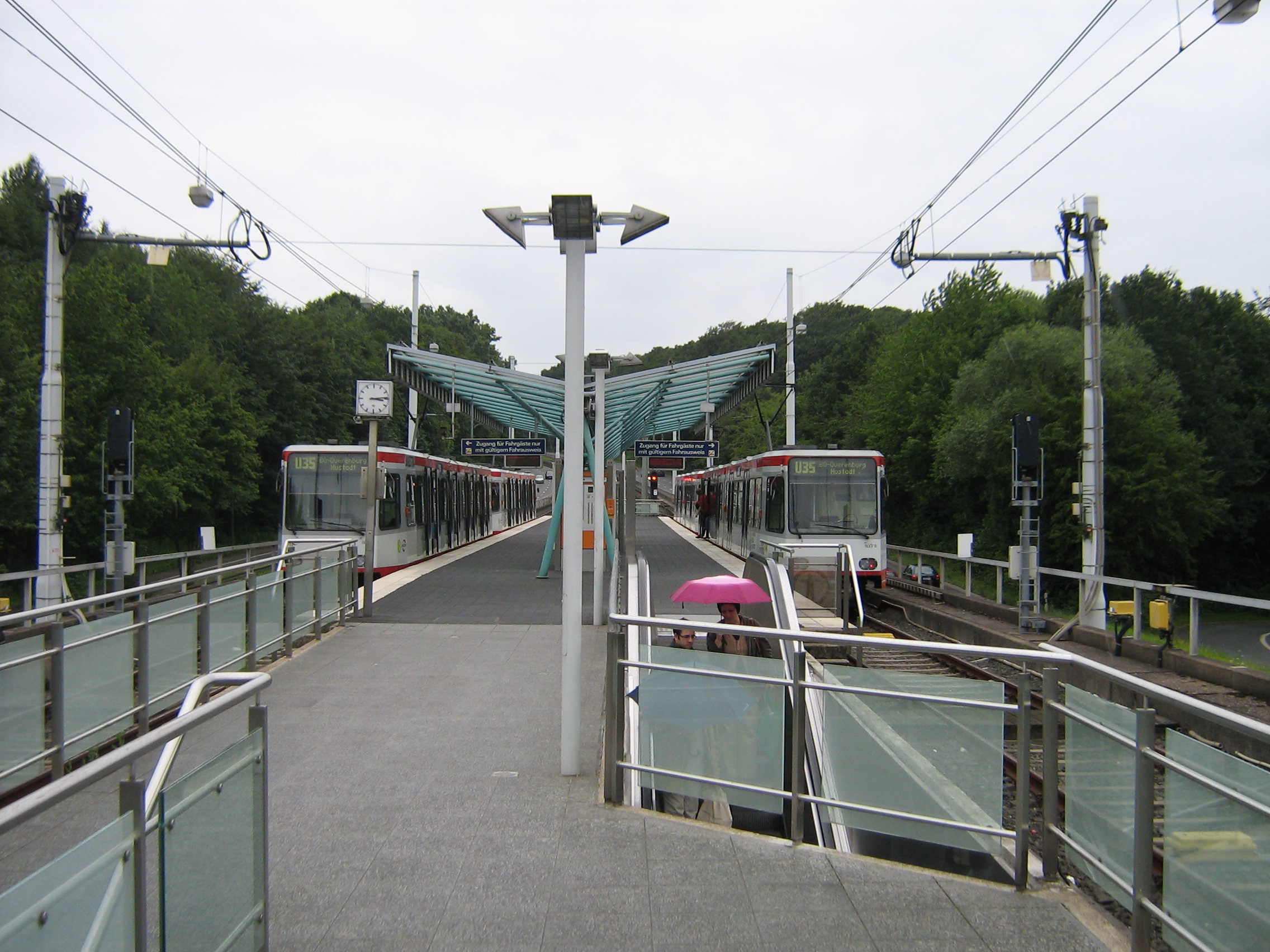
Die U35 verbindet die Hustadt werktags im Fünf-Minuten-Takt mit dem Bochumer Hauptbahnhof

Die Hustadt ist ein Teil des Bochumer Stadtteils Querenburg. Es handelt sich um eine Großwohnsiedlung. Die Innere Hustadt im Bochumer Süden ist ein Beispiel für den Siedlungsbau der 1960er und 1970er Jahre. Das Quartier wurde als Großwohnsiedlung nach dem Leitbild „Urbanität durch Dichte“ angelegt und besteht aus rund 1100 Wohnungen in vier- bis vierzehngeschossigen Häusern. Mit ihrem hoch verdichteten Kern ist die Innere Hustadt Teil der „Universitätsrahmenstadt“, die im Zuge des Errichtung der Ruhr-Universität Bochum in den 1960er Jahren konzipiert wurde.

## Geschichte
Die Hustadt befindet sich im östlichen Teil Querenburgs. Die Flur gehörte einst den Rittern von Lützelnauve auf Haus Heven, die für ihre Bediensteten auf dem Berg eine Hausstatt (Husstadt) errichten ließen. Nach der Eingemeindung der Gemeinde Querenburg 1929 wurde – im Rahmen einiger notwendiger Umbenennungen der Straßen – aus der Gustavstraße „Auf der Hustadt“.
Die Errichtung der Ruhr-Universität Bochum, beschlossen vom Landtag Nordrhein-Westfalens am 18. Juli 1961, machte auch die Planung und Schaffung von Wohnraum erforderlich. Es entstanden ab 1968 Hochhäuser mit bis zu 13 Etagen und mehrere Straßenzüge mit mehrstöckigen Häusern sowie mit Einfamilienhäusern im Bungalowstil für die höher gestellten Bevölkerungsgruppen. Federführend war der Architekt Hanns Dustmann. Vorbild dieser Siedlung ist das Märkische Viertel in Berlin. Ursprüngliche Zielgruppen des Ortsteils bei der Errichtung als „Universitätsrahmenstadt“ waren Bedienstete der Ruhr-Universität Bochum und Mitarbeiter der Werke I und II/III der Adam Opel AG.
Hauptträger der Siedlung ist die VBW Bauen und Wohnen. Die Wohnungen sind mittlerweile in hoher Zahl in Wohneigentum umgewandelt. Zwei kleine Geschäftszentren, an denen sich jeweils noch die katholische Pfarrkirche St. Paulus, eröffnet 1972, und das Evangelische Hustadtzentrum, eröffnet 1971, mit Kindergärten anschließen, decken den täglichen Bedarf nur schlecht ab. Die nächste größere Einkaufsmöglichkeit war zunächst ein Einkaufszentrum in Baracken am Buscheyplatz im Bereich des heutigen Studentenwohnheims, es folgte das Einkaufszentrum Uni-Center.
Die Gemeinschaftsgrundschule ist nach dem Arzt Christoph Wilhelm Hufeland (1762–1836) benannt. Mitten in der Bebauung findet sich der Kochs Kotten, ein über 600 Jahre altes Gebäude aus Fachwerk und Bruchstein, das vor dem Abriss bewahrt und Anfang der 1970er Jahre zum Restaurant umgebaut wurde, doch seit einigen Jahren leersteht. Nordöstlich, hinter dem Waldstück Laerholz, befinden sich Haus Laer und ein Grünzug entlang des Schattbachs, in dem ein neues Autobahnteilstück, genannt Opelspange, als Teil der DüBoDo (A 44) seit 2012 errichtet wird.
Durch die 1981 eingeführte Fehlbelegungsabgabe zogen in den 1980er Jahren viele der ursprünglichen Bewohner aus; zwischenzeitlich drohte dem Viertel die Urbane Ghettoisierung. Die Sozialstruktur der etwa 6000 Bewohner ist heute geprägt von einer großen Anzahl Nationalitäten, einem niedrigen Altersdurchschnitt und einer hohen Fluktuation. Mitte der 1970er Jahre wurden in einigen Hochhäusern studentische Wohngemeinschaften eingerichtet, die später vom AkaFö Bochum verwaltet wurden. Dieses Konzept hat sich bis heute erhalten.
Um die Wohn- und Lebenssituation zu verbessern wurde die Hustadt ab 2009 aus öffentlichen Mitteln des Programms Soziale Stadt gefördert. Ein Quartiermanagement wurde eingeführt. Für die Jugendlichen deutscher und internationaler Herkunft unterhält die AWO das Jugendzentrum Hu Town am Sportplatz nahe der Universitätsstraße. Für eine Sozialarbeiter-Initiative „Brunnenprojekt Hustadt“ besteht seit 2014 ein Stützpunkt an der Robert-Koch-Straße.
Zu den Attraktionen zählen nahegelegen der Botanische Garten, der Kalwes und der Kemnader See (Ruhr-Stausee).

## Straßennamen
Bis auf die lokalen Bezeichnungen wie „Hustadtring“, „Auf dem Backenberg“ und „Schattbachstraße“ sind die Straßen in der Hustadt durchgängig nach Ärzten benannt. So gibt es einen „Äskulapweg“ und einen „Paracelsusweg“, weiter eine „Hufelandstraße“, einen „Pettenkoferweg“, eine „Virchowstraße“, eine „Robert-Koch-Straße“, einen „Behringweg“ sowie eine „Albert-Schweitzer-Straße“ und eine „Sauerbruchstraße“.